# Björnömalmen en Klacknäset
Björnömalmen en Klacknäset (Zweeds: Björnömalmen och Klacknäset) is een tätort in de gemeente Värmdö in het landschap Uppland en de provincie Stockholms län in Zweden. Het tätort heeft 568 inwoners (2005) en een oppervlakte van 127 hectare. Eigenlijk bestaat het tätort uit twee plaatsen: Björnömalmen en Klacknäset. Het tätort grenst aan de Oostzee en ligt op het eiland Ingarö. De directe omgeving van het tätort bestaat voornamelijk uit bos en rotsen.